# Лесозаводский муниципальный округ
Лесозаво́дский муниципальный о́круг — муниципальное образование в Приморском крае России, образованное в границах административно-территориальной единицы города краевого подчинения Лесозаводск.
Административный центр — город Лесозаводск.
В 1958—1963 и 1984—2004 гг. составлял Лесозаводский район, в 1926—1958 гг. — Шмаковский район.

## География
Площадь округа — 3063,8 км2. Лес и сельскохозяйственные угодья занимают 2120 км2, то есть 69 % земель; под постройками занято 37,46 км2. Периметр округа — 381,3 км, в том числе 152,1 км (на западе округа) — Государственная граница между Россией и Китаем (городской округ Цзиси провинции Хэйлунцзян). На севере и востоке округ граничит с Дальнереченским муниципальным районом, на юге — с Кировским муниципальным районом. Западную и центральную часть занимают равнины. Восточная граница округа проходит по хребту Синий, в котором находится наивысшая точка округа — гора Синяя (1049,1 м). Через территорию округа с юга на север протекает река Уссури, проходит Транссиб и федеральная трасса А370 «Уссури» (Хабаровск — Владивосток).

## История
- 1992 — Лесозаводск вошёл в состав муниципального образования город Лесозаводск и Лесозаводский район.
- 2004 — образован Лесозаводский городской округ. В него вошли город Лесозаводск и Лесозаводский район[6][7].
- 2024 — преобразован в Лесозаводский муниципальный округ в существующих границах[8].

## Население
| 1933    | 1939    | 1959    | 1970    | 1979    | 1989    | 2002    | 2005    |
| ------- | ------- | ------- | ------- | ------- | ------- | ------- | ------- |
| 46 700  | ↘33 848 | ↗41 625 | ↗44 223 | ↗49 302 | ↗56 635 | ↘52 244 | ↘52 100 |
| 2006    | 2009    | 2010    | 2011    | 2012    | 2013    | 2014    | 2015    |
| ↘51 400 | ↘50 430 | ↘45 200 | ↘45 123 | ↘44 998 | ↘44 907 | ↘44 643 | ↘44 221 |
| 2016    | 2017    | 2018    | 2019    | 2020    | 2021    | 2022    | 2023    |
| ↘43 769 | ↘43 481 | ↘42 972 | ↘42 589 | ↘42 231 | ↘40 863 | ↘40 707 | ↘40 210 |
| 2024    |         |         |         |         |         |         |         |
| ↘39 685 |         |         |         |         |         |         |         |

По переписи 2010 года 46 % мужчин и 54 % женщин.

## Населённые пункты

Администрация Лесозаводского городского округа

В состав городского округа и города краевого подчинения входят 22 населённых пункта:
| №  | Населённый пункт | Тип          | Население |
| -- | ---------------- | ------------ | --------- |
| 1  | Лесозаводск      | город        | ↘34 568   |
| 2  | Буссе            | село         | ↘46       |
| 3  | Глазовка         | село         | →373      |
| 4  | Донское          | село         | ↘195      |
| 5  | Елизаветовка     | село         | ↘111      |
| 6  | Ильмовка         | село         | ↘132      |
| 7  | Иннокентьевка    | село         | ↘562      |
| 8  | Кабарга          | ж.д. станция | ↘39       |
| 9  | Курское          | село         | ↘638      |
| 10 | Лесное           | село         | ↘292      |
| 11 | Марково          | село         | ↘465      |
| 12 | Невское          | село         | ↘388      |
| 13 | Орловка          | село         | ↘41       |
| 14 | Пантелеймоновка  | село         | ↗1086     |
| 15 | Полевое          | село         | ↘794      |
| 16 | Прохаско         | ж.д. станция | ↘15       |
| 17 | Ружино           | село         | ↘563      |
| 18 | Тамга            | село         | ↘252      |
| 19 | Тихменево        | село         | ↘917      |
| 20 | Тургенево        | село         | ↘110      |
| 21 | Урожайное        | село         | ↘818      |
| 22 | Филаретовка      | село         | ↘329      |

## Достопримечательности
Памятниками природы объявлены озёра Гончарово, Лабынцево и Малое, где растёт лотос, а также сопки Глазовская и Безымянная, богатые багульником.

## Известные уроженцы
- Данилюк, Николай Николаевич (р. 1937, с. Филаретовка) — советский и российский государственный деятель.
- Конончук, Дмитрий Фёдорович (р. 1922, с. Елизаветовка) — тракторист-машинист, Герой Социалистического Труда (1972).
- Сергеев, Валерий Николаевич (р. 1938, с. Ружино) — советский и российский военачальник, вице-адмирал, кавалер ордена «За службу Родине в Вооружённых Силах СССР» трёх степеней.
- Полещук, Василий Лукьянович (р. 1918, с. Кабарга) — участник Великой Отечественной войны, командир взвода 326-го стрелкового полка 21-й стрелковой дивизии 7-й отдельной армии, в годы войны — сержант. Герой Советского Союза.
- Бабюк, Владимир Семёнович (р. 1915, с. Кабарга) — рамщик Уссурийского ДОКа, гор. Лесозаводск Приморского края, Герой Социалистического Труда[35]
- Скорик, Пётр Яковлевич (р. 1906, с. Лутковка) — советский лингвист и педагог, доктор филологических наук, профессор. Один из инициаторов создания чукотского букваря «Челгыкалекал» — «Красная грамота».